# Torbjörn Flygt
Torbjörn Flygt (ur. 14 czerwca 1964 w Malmö) – szwedzki pisarz.
Z wykształcenia jest ekonomistą. Debiutował w 1995 powieścią Längsta ögonblicket. Najbardziej znaną jego książką jest Underdog z 2001, wydana także w Polsce opowieść o dorastaniu w robotniczej części (blokowisku) Malmö na przełomie lat 70. i 80. Utwór został nagrodzony Augustpriset.

## Twórczość
- Längsta ögonblicket (1995)
- Män vid kusten (1997)
- Underdog (2001)
- Verkan (2004)
- Himmel (2008)
- Outsider (2011)